# Эспино, Альфредо
Эдогардо Альфредо Эспино-Нахарро (исп. Edgardo Alfredo Espino Najarro; 8 января 1900, Ауачапан, Сальвадор — 24 мая 1928, Сан-Сальвадор, Сальвадор) — сальвадорский поэт.

## Биография
Эдгардо-Альфредо Эспино-Нахарро родился в Ауачапане 8 января 1900 года. Он был сыном поэтессы Энрикеты Нахарро де Эспино и поэта Альфонсо Эспино. Рос в атмосфере любви к искусству и литературе. Если Алфредо Эспино имел поэтическое призвание, то его брат Мигель Анхель Эспино стал прозаиком.
В 1920 году Альфредо Эспино поступил на юридический факультет Сальвадорского университета. Во время обучения принимал активное участие в общественной жизни. Например, участвовал в демонстрации студентов против повышения цен на билеты в  трамвае.
Родители отказались дать согласие на его брак с полюбившейся ему девушкой. Это стало причиной сильного эмоционального потрясения. Поэт стал часто посещать бордели и кабаки. Во время очередного запоя, он покончил с собой утром 24 мая 1928 года в Сан-Сальвадоре.
Сначала его похоронили на столичном Генеральной кладбище. Затем его останки были перенесены в «Усыпальницу Поэтов», частное кладбище к югу от Сан-Сальвадора.
Его единственная книга — поэтический сборник «Печальные корабли» (исп. Jícaras tristes) из 96 стихотворений была опубликована посмертно несколькими друзьями. Предисловие к изданию написал Альберто Масферрер.